# 土井雅弘
土井 雅弘（どい まさひろ、1972年6月16日 - ）は、山口県光市出身の元プロ野球選手（投手）。

## 来歴

### プロ入り前
山口県立下松工業高等学校を卒業後、新日鐵光野球部入り。1995年には休部に伴い、新日鐵八幡に転籍した。
1995年には都市対抗野球のヴィガしらおい戦で先発勝利。日本選手権でも初戦先発して東芝を相手に8回を投げたが降板後に逆転負け。同年ドラフト3位で福岡ダイエーホークスに入団した。当時はノーワインドアップで投げる速球が武器であった。背番号24。

### ダイエー時代
同じ左腕の佐久本昌広と共に期待され一軍でも登板すれば一定の結果は出ていたものの、制球難や故障などが災いして一軍に定着できず、春先やシーズン終盤に一軍に顔を出すだけの年が続いた。
2000年には、左のエースだった工藤公康の移籍退団や、工藤の後釜を期待された佐久本が全く勝てず残りの左の先発陣も軒並み一軍に昇格することもできなかったなか、それをきっかけに夏場に一軍に上がると、7月31日の対オリックス戦では、無四球完封試合を達成する（同年のパリーグでこれを達成したのは他に小林宏のみ）。そのまま秋口まで先発ローテーションに固定された。特にこの年左投手を苦手としていた西武ライオンズ戦に強さを見せた。かつては速球派だったストレートは故障によって直球は140km/hそこそことなっていたが、その長身と王貞治監督がパラシュートボールと命名したスローカーブを武器に自己最高12試合に先発し(左腕ではこの年チーム最多の先発登板)3勝4敗の成績を収めリーグ優勝に貢献したが、シーズン後半に故障離脱し、日本シリーズには出場できなかった。
2001年には再び故障に泣かされリリーフの1試合のみの登板となる。
2002年もわずか1試合の登板に終わり、同年オフに解雇された。

### オリックス時代
2003年にオリックスにテスト入団。チームの左腕不足もあり中継ぎとして自己最高の27試合に登板し2勝を挙げるが防御率10点台と全く機能できず、同年戦力外通告となり退団した。

### 現役引退後
2021年に古巣の新日本製鐵光を前身とする日鉄ステンレス山口シーガルズ（現・日鉄ステンレス）の投手コーチに就任した。

## 詳細情報

### 年度別投手成績
| 年 度     | 球 団      | 登 板 | 先 発 | 完 投 | 完 封 | 無 四 球 | 勝 利 | 敗 戦 | セ 丨 ブ | ホ 丨 ル ド | 勝 率 | 打 者 | 投 球 回 | 被 安 打 | 被 本 塁 打 | 与 四 球 | 敬 遠 | 与 死 球 | 奪 三 振 | 暴 投 | ボ 丨 ク | 失 点 | 自 責 点 | 防 御 率 | W H I P |
| --------- | ---------- | ----- | ----- | ----- | ----- | -------- | ----- | ----- | -------- | ----------- | ----- | ----- | -------- | -------- | ----------- | -------- | ----- | -------- | -------- | ----- | -------- | ----- | -------- | -------- | ------- |
| 1997      | ダイエー   | 2     | 2     | 0     | 0     | 0        | 1     | 0     | 0        | --          | 1.000 | 32    | 8.0      | 5        | 2           | 4        | 0     | 0        | 4        | 0     | 0        | 2     | 2        | 2.25     | 1.13    |
| 1998      | ダイエー   | 3     | 3     | 1     | 0     | 0        | 1     | 0     | 0        | --          | 1.000 | 67    | 15.1     | 12       | 1           | 12       | 0     | 0        | 13       | 1     | 1        | 4     | 4        | 2.35     | 1.57    |
| 1999      | ダイエー   | 1     | 0     | 0     | 0     | 0        | 0     | 0     | 0        | --          | ----  | 25    | 3.1      | 7        | 0           | 9        | 0     | 0        | 0        | 0     | 0        | 9     | 9        | 24.30    | 4.80    |
| 2000      | ダイエー   | 14    | 12    | 2     | 1     | 1        | 3     | 4     | 0        | --          | .429  | 317   | 69.0     | 71       | 5           | 40       | 0     | 0        | 42       | 2     | 0        | 34    | 33       | 4.30     | 1.61    |
| 2001      | ダイエー   | 1     | 0     | 0     | 0     | 0        | 0     | 0     | 0        | --          | ----  | 6     | 0.2      | 2        | 0           | 1        | 0     | 1        | 0        | 0     | 0        | 3     | 2        | 27.00    | 4.50    |
| 2002      | ダイエー   | 1     | 0     | 0     | 0     | 0        | 0     | 0     | 0        | --          | ----  | 7     | 1.0      | 3        | 0           | 0        | 0     | 0        | 1        | 0     | 0        | 2     | 0        | 0.00     | 3.00    |
| 2003      | オリックス | 27    | 1     | 0     | 0     | 0        | 2     | 3     | 0        | --          | .400  | 188   | 34.2     | 55       | 8           | 24       | 1     | 1        | 21       | 1     | 0        | 48    | 39       | 10.13    | 2.28    |
| 通算：7年 | 通算：7年  | 49    | 18    | 3     | 1     | 1        | 7     | 7     | 0        | --          | .500  | 642   | 132.0    | 155      | 16          | 90       | 1     | 2        | 81       | 4     | 1        | 102   | 89       | 6.07     | 1.86    |

- 各年度の太字はリーグ最高

### 記録
- 初登板・初先発：1997年10月5日 対西武ライオンズ26回戦（西武球場）、3回1失点
- 初勝利：1997年10月12日 対千葉ロッテマリーンズ26回戦（千葉マリンスタジアム）、5回1失点
- 初完封：2000年7月31日 対オリックスブルーウェーブ17回戦（グリーンスタジアム神戸）、無四球

### 背番号
- 24 （1996年 - 2002年）
- 36 （2003年）